# Hermann Ott (Regierungsrat)
Hermann Ott (* 11. August 1895 in Brake; † 24. Dezember 1977 in Oldenburg (Oldb)) war ein deutscher Amtshauptmann und Oberkreisdirektor.

## Leben
Als Sohn eines praktischen Arztes geboren, ging Ott auf das Oldenburger Gymnasium und leistete seinen Militärdienst beim 2. Kurhessischen Infanterie-Regiment Nr. 82, mit dem er von 1914 bis 1918 am Ersten Weltkrieg teilnahm. Er studierte Rechtswissenschaften in Jena. Während seines Studiums wurde er 1918 Mitglied der Burschenschaft Germania Jena.
Nach seinem Studium ging er 1924 in den oldenburgischen Staatsdienst und wurde Regierungsassessor in Oldenburg und Eutin, bevor er Regierungsrat im oldenburgischen Innenministerium wurde. 1927 war er als ordentliches Mitglied der Regierung im Landesteil Lübeck in Eutin tätig. Er wurde stellvertretendes Mitglied des Ortsversicherungsamtes Oldenburg und des Versorgungsgerichts Oldenburg.
Von 1928 bis 1932 war er Amtshauptmann in Westerstede, dann bis 1933 in Butjadingen und bis 1937 in Friesland. Am 19. Juli 1937 beantragte er die Aufnahme in die NSDAP und wurde rückwirkend zum 1. Mai desselben Jahres aufgenommen (Mitgliedsnummer 4.436.579). 1937 war er Amtshauptmann in Wesermarsch und von 1937 bis 1945 wieder in Friesland.
Die britische Besatzungsmacht entließ ihn. Er arbeitete als juristischer Mitarbeiter bei einem Anwalt in Westerstede. 1948 wurde er Vorsitzender der Schlichtungsstelle in Wohnungssachen des Landkreises Ammerland. Von 1949 bis 1960 war er als Oberkreisdirektor des Landkreises Ammerland tätig.